# 12.8厘米40年式高射炮
FlaK 40是一種纳粹德国于第二次世界大战中使用的防空炮。尽管它没有被大量制造，但仍是其所属年代中最强力的防空炮之一。

## 发展史
该种火炮的研发始于1936年，由莱茵金属设计开发。第一门原型火炮在1937年晚期投入了测试，并且成功地通过了测试。这种火炮处于战斗状态时重量接近于12吨，引致它的炮管在运输时必须被取下。但是测试显示，这种方法根本行不通，于是在1938年，该种方案被放弃。
最终，莱茵金属公司决定简化开火平台，为了达到这个目的，这种火炮必须被牢牢地固定在水泥板上。这套装置的总重量达到了26.5吨，让跨国运输变得完全不可能。不过，最终这种火炮还是于1942年投入生产。它主要被用于定点防御。有四门双联的型号被安装在动物园高射炮塔，还有一些被安装在了柏林、汉堡、维也纳的高射炮塔中。大约有200门被安装在了有轨车上，让其拥有了一些机动性。

## 火力
这种火炮发射一种27.9千克的炮弹，并且有880米/秒的初速度以及远达14800米的最大射程。与88毫米高射炮相比，12.8cm火炮的装药量是8.8cm火炮的4倍。所以，12.8cm火炮的炮口初速更快。这也让它更加容易命中高速移动的目标。

## 衍生型号

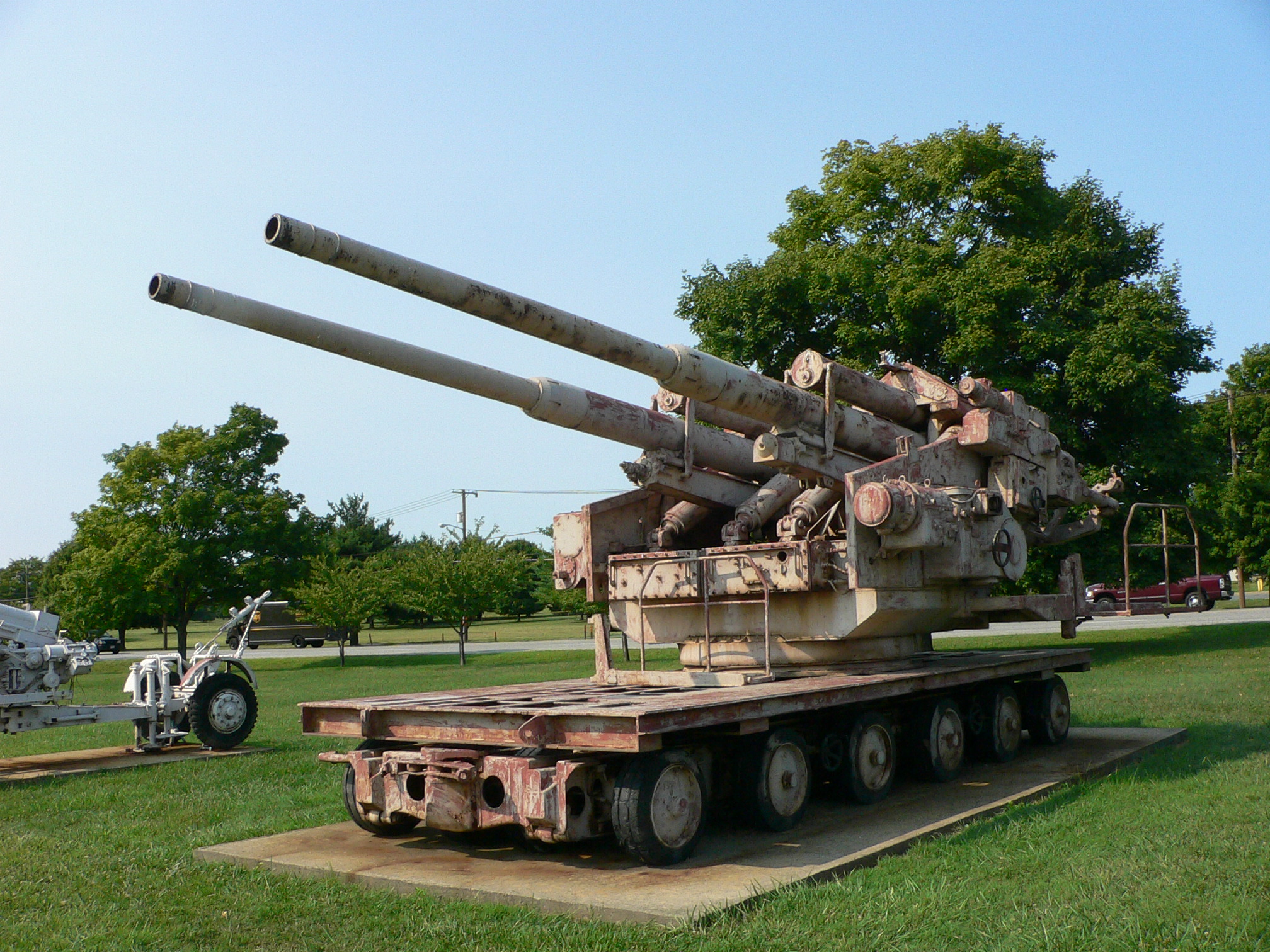
陈列于美国陆军军械博物馆的双联12.8cm高射炮

- 12.8 cm FlaK 40
- 双联12.8 cm FlaK 40：双联型号，主要安装在防空炮塔上。射速可以达到20发/分。1942年，有10门双联型号投入了生产。[1]另外，1943年生产了8门。[1]截止到1945年2月，这种型号一共生产了34门。[2]
- 12.8 cm PaK 40：一种衍生的反坦克炮。但在竞标中被克虏伯公司的12.8cm PaK 44打败。最终，12.8cm PaK 40 安装在斯圖爾·埃米尔自行火炮的原型车上。